# Max Ryan
Pour les articles homonymes, voir Ryan.
Max Ryan, né le 2 Janvier 1967 en Angleterre) est un acteur britannique.

## Biographie
Il est notamment connu pour le rôle de Lupo dans Le Baiser mortel du dragon.

## Filmographie
- 2001 : Le Baiser mortel du dragon (Kiss of the Dragon)
- 2003 : L'Affaire Van Haken (The Foreigner)
- 2003 : La Ligue des Gentlemen extraordinaires
- 2006 : Thr3e (Three)
- 2008 : Course à la mort
- 2010 : Sex and the City 2
- 2014 : Tokarev
- 2014 : Rage de Paco Cabezas
- 2016 : USS Indianapolis